# Microdus muralis
Microdus muralis là một loài rêu trong họ Dicranaceae. Loài này được Hampe Paris mô tả khoa học đầu tiên năm 1905.